# Parada do Orgulho LGBTQIA+ de Mato Grosso
Parada do Orgulho LGBTQIA+ de Mato Grosso é uma parada LGBT que acontece desde 2003 no município de Cuiabá, estado de Mato Grosso. O evento conta com a participação da população LGBT, aliados e outras pessoas que passam pelo local, contendo reivindicação de pautas políticas e apresentações artísticas. Trata-se de um misto de festa com manifestação política, sendo que os participantes geralmente portam a bandeira arco-íris, exibem produções corporais, práticas afetivas e ícones da música e da cultura pop, ao mesmo tempo em que reivindicam direitos sociais, em especial contra a homofobia e por sua criminalização, a favor da união civil e do casamento entre pessoas do mesmo sexo, fim da violência contra a população LGBT, separação de religião e política, não padronização do conceito de família, entre outras reivindicações. Realizada em dia útil em avenidas de grande relevância na cidade, é uma das únicas paradas nas capitais brasileiras que não é realizada num domingo. Atualmente, a Parada é organizada pela Associação da Parada do Orgulho LGBTQIA+ de Mato Grosso - APOLGBTQIA+MT.

## Histórico
A primeira edição da Parada ocorreu no ano de 2003, criada pela primeira organização não governamental LGBT do Mato Grosso, o grupo Livre-Mente. Inspirada pelo crescimento da Parada do orgulho LGBT de São Paulo, os organizadores optaram por realizar a Parada em dia útil para que ela se tornasse um discurso para a cidade, não só para a população LGBT. Desde então, o evento ocorre anualmente e foi organizado por diferentes organizações do movimento LGBT, não tendo sido realizado somente no ano de 2020 devido às medidas de enfrentamento a pandemia de Covid-19.
O evento costuma se iniciar com uma concentração na Praça Ipiranga, onde, por algumas vezes, grupos evangélicos marcam cultos em um coreto nas mesmas datas de realização da Parada, além de existir em local próximo uma das maiores igrejas evangélicas locais, o que já gerou conflitos em algumas edições do evento. Após a concentração, os participantes se deslocam, seguindo um percurso que passa por algumas das principais avenidas da cidade.
A partir da terceira edição da Parada, em 2005, os organizadores passaram a utilizar temas em cada edição, visando identificar a inserção da luta por direitos civis na agenda do movimento.

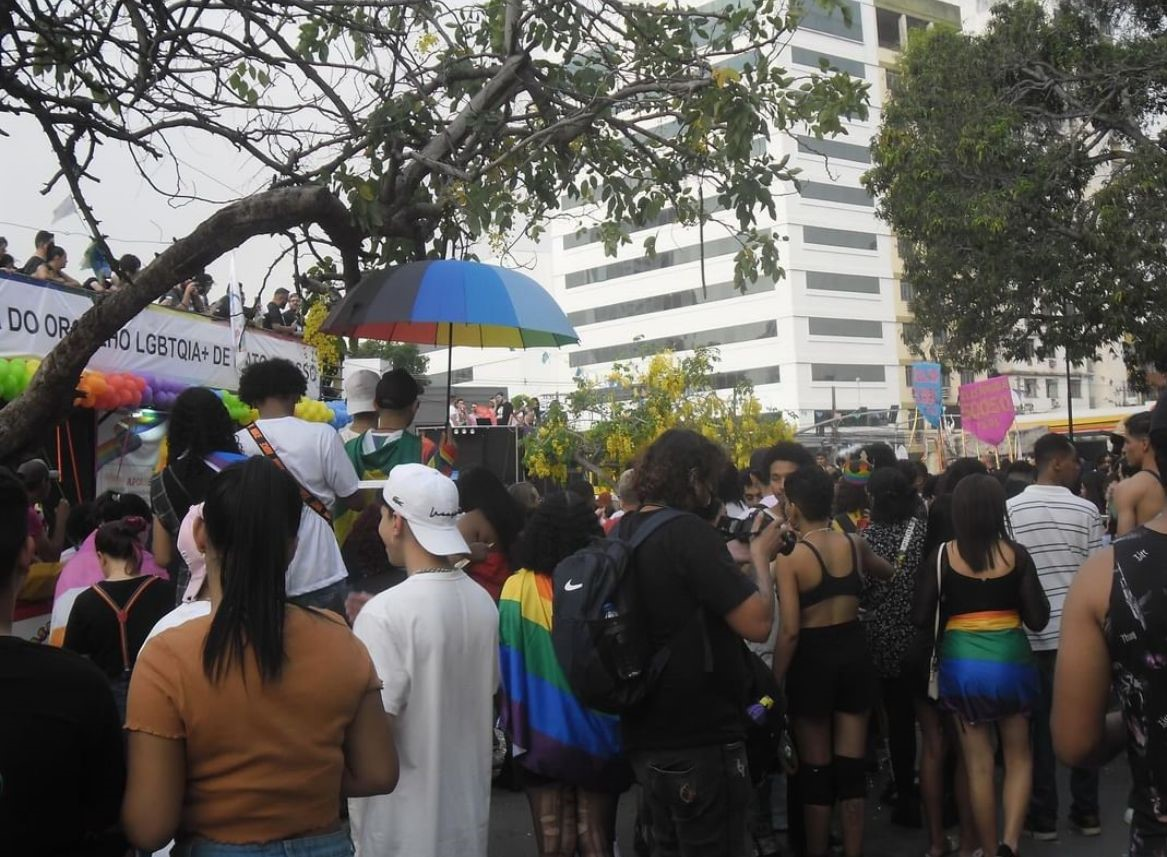
19ª Parada do Orgulho LGBTQIA+ de Mato Grosso - 2022

A edição de 2016, cujo slogan foi "Cidadania não é privilégio", foi comandada por travestis, drag queens e transformistas, que puxavam palavras de ordem ou faziam discursos políticos por direitos à igualdade. Algumas das ações efetuadas na parada foram: pedido de "votos coloridos" para as próximas eleições municipais, ou seja, votos em candidatos favoráveis a políticas públicas para LGBTs; vaias aos candidatos e aos deputados e vereadores fundamentalistas religiosos, citados por nome em carros de som; e encerramento do desfile em frente à Prefeitura Municipal de Cuiabá, com um "beijaço", um convite aos participantes para beijarem os seus pares como forma de protesto.
Na edição de 2017, o evento contou também com show da cantora Ludmilla.

## Lista de edições
| Ano  | Dia                    | Edição | Tema/Slogan                                               | Participantes (est.)       |
| ---- | ---------------------- | ------ | --------------------------------------------------------- | -------------------------- |
| 2003 | 27 de Junho de 2003    | 1      |                                                           | 2.000 (org.)               |
| 2004 | 18 de Junho de 2004    | 2      |                                                           |                            |
| 2005 | 29 de Julho de 2005    | 3      | O mundo mudou, União Civil já!                            |                            |
| 2006 | 28 de Julho de 2006    | 4      | Homofobia é crime                                         |                            |
| 2007 | 31 de Agosto de 2007   | 5      | Por um Mato Grosso sem machismo, racismo e homofobia      |                            |
| 2008 | 29 de Agosto de 2008   | 6      | Levante a bandeira da vida. Abaixo a homofobia            |                            |
| 2009 | 25 de Julho de 2009    | 7      | Mais cidadania – somos todos iguais                       |                            |
| 2010 | 19 de Novembro de 2010 | 8      | Paz, justiça e cidadania por um Mato Grosso sem homofobia | 25.000 (org.)              |
| 2011 | 16 de Dezembro de 2011 | 9      | Amai-vos uns aos outros – basta de homofobia              |                            |
| 2012 | 31 de Agosto de 2012   | 10     | Homofobia tem cura: educação ou criminalização            |                            |
| 2013 | 23 de Novembro de 2013 | 11     | Estado Laico: sua religião não é nossa Lei                | 4.000 (SMTU) 15.000 (org.) |
| 2014 | 28 de Novembro de 2014 | 12     | Direitos Civis: Não queremos nada demais                  |                            |
| 2015 | 04 de Setembro de 2015 | 13     | Ame. Viva. Tenha orgulho                                  | 3.000 (PM) 4.000 (org.)    |
| 2016 | 24 de Setembro de 2016 | 14     | Cidadania não é privilégio; Vote certo, vote colorido     |                            |
| 2017 | 22 de Setembro de 2017 | 15     | Estado Laico e Cidadania - direito de todas e todos       | 5.000 (org.)               |
| 2018 | 22 de Setembro de 2018 | 16     | Viver é um ato político: Nosso voto, Nossa Voz            |                            |
| 2019 | 16 de Novembro de 2019 | 17     | Resistência, Amor e Luta                                  |                            |
| 2021 | 04 de Dezembro de 2021 | 18     | Família de LGBTQIA+ orgulho de re(existir)                |                            |
| 2022 | 27 de Agosto de 2022   | 19     | Pelo direito de existir, Vote com Orgulho                 | 15.000 (org.)              |
| 2023 | 02 de Setembro de 2023 | 20     | 20 anos com orgulho                                       |                            |
| 2024 | 29 de Junho de 2024    | 21     | Nada Sobre Nós, Sem Nós - VOTE COM ORGULHO                |                            |